# Salinas Huito
Comunidad Campesina de Salinas Huito es una localidad de 523 habitantes situada en el distrito de San Juan de Tarucani, provincia de Arequipa, Departamento de Arequipa, Perú.

## Historia

### Fundación - Creación
La Comunidad de Salinas Huito se crea a partir de la aglomeración de habitantes de diferentes estancias en una sola y única estancia llamada Tambo de Sal que pasaría a ser el lugar donde se ubique: Salinas Huito.
Las Estancias que la conforman son:
- Ceneguillas
- Mesachuca
- Pasto Grande
- Patillani
- Pucarillo
- Puro Puro
- Tambo de Sal
- Tari
- Turca

## Geografía

### Ubicación
La comunidad de Salinas Huito se encuentra al este del departamento de Arequipa, dentro del distrito de San Juan de Tarucani, a la altura del kilómetro 120 de la antigua carretera Arequipa-Puno; al lado izquierdo del nevado Pichu Pichu, a laderas de la Laguna de Salinas, a una altitud de 4,300 m s. n. m. Sus límites son los siguientes: al Oeste con el distrito de Chiguata; al Este con Ichuña; al Sur con las comunidades de Salinas Moche y Santa Lucia de Salinas; al Norte se encuentra la comunidad de San Juan de Tarucani. Asimismo, presenta las siguientes coordenadas: 71°8’54’’ de longitud Sur y a 16°19.51’0’’ de latitud Oeste.
Salinas Huito cuenta con un área de 31,793 hectáreas, mientras que la Reserva en la que se encuentran cuenta con 366 936,00 has. Según el Servicio Nacional de Áreas Naturales Protegidas por el Estado (SERNANP). El territorio se caracteriza por la presencia de los volcanes Ubinas, Misti, Pichu Pichu, la laguna de Salinas y numerosos bofedales, los cuales almacenan y regulan el agua para el uso de la comunidad.
Desde Arequipa hay dos formas de llegar a la comunidad: la primera por Pampa Cañahuas, en un desvío de la carretera que va de Arequipa al Colca, pasando por la comunidad de San Juan de Tarucani. La segunda ruta es la que pasa por la antigua carretera Arequipa-Puno, saliendo por Chiguata; el tramo desde aquí es una trocha carrozable. En ambos casos el viaje dura entre 2 horas y media a 3 horas.

### Geomorfología
Presenta características morfológicas de la cadena occidental de los andes, la zona ha experimentado gran actividad volcánica durante el cuaternario y terciario superior, aunada a la erosión glacial y pluvial, que han sido producidos por la lluvia y el viento. Dentro de esta formación los volcanes que destacan son el Misti (5821 m.), Ubinas (5672m.) y el Pichu Pichu (5664 m.) además de 8 cerros que rodean a la comunidad: Tamborq'o, ubicado a espaldas de la comunidad; Condorí, ubicado al lado izquierdo de la comunidad; Q’este, ubicado a espaldas del cerco perimétrico de las vicuñas; Ajana, ubicado frente a la comunidad; Aldaba, ubicado frente a la comunidad; Ubinas, ubicado frente a la comunidad, departamento de Moquegua; San Francisco, ubicado a espaldas de la comunidad de Salinas Moche; y Picchu Picchu, ubicado al lado derecho de la comunidad
En las laderas de los cerros se encuentra la Pampa de Salinas. La laguna del mismo nombre está conformada por varias capas de boro, sulfuro, salitre y sal, que varían en espesor desde centímetros hasta metros, las cuales conforman los salares cuando el agua se evapora.
En la comunidad hay muchos ríos, pero ninguno de ellos pasan directamente por el pueblo, debido a esto, traen el agua mediante tuberías desde la quebrada de la estancia de Cieneguillas y son depositadas en el reservorio que se encuentra cerca a la comunidad, además utilizan los “ojos” o puquio de agua (una especie de manantiales pequeños) que se encuentran cerca de la comunidad. Mientras que los animales consumen el agua filtrada del subsuelo en los bofedales aledaños al lugar.
Dichos bofedales son una formación vegetal compuesta de cojines de hierba y juncos, conforman una característica particular de las zonas de puna. Son importantes para la comunidad ya que constituyen una esponja reguladora del agua, haciendo posible el sostenimiento de la vida humana en las zonas altoandinas.

### Clima
El clima es Semiárido frío y hay temperaturas muy bajas, incluso durante el mes más caluroso del año. Las precipitaciones pluviales desde diciembre hasta marzo suelen ser bastante fuertes y torrenciales; llenan la laguna y en ocasiones llegan a cubrir la carretera que conduce a la comunidad. Durante los meses comprendidos entre abril y noviembre no hay lluvias, pero sí fuertes vientos.
El clima es perjudicial para la piel, debido a la altura de la serranía peruana, sumado a los fuertes vientos y la radiación que afecta a la sierra sur; además las bajas temperaturas ocasionan problemas como el friaje y las heladas. Este clima es considerado  así según la Clasificación climática de Köppen.
| Parámetros climáticos promedio de Salinas Huito     | Parámetros climáticos promedio de Salinas Huito | Parámetros climáticos promedio de Salinas Huito | Parámetros climáticos promedio de Salinas Huito | Parámetros climáticos promedio de Salinas Huito | Parámetros climáticos promedio de Salinas Huito | Parámetros climáticos promedio de Salinas Huito | Parámetros climáticos promedio de Salinas Huito | Parámetros climáticos promedio de Salinas Huito | Parámetros climáticos promedio de Salinas Huito | Parámetros climáticos promedio de Salinas Huito | Parámetros climáticos promedio de Salinas Huito | Parámetros climáticos promedio de Salinas Huito | Parámetros climáticos promedio de Salinas Huito |
| Mes                                                 | Ene.                                            | Feb.                                            | Mar.                                            | Abr.                                            | May.                                            | Jun.                                            | Jul.                                            | Ago.                                            | Sep.                                            | Oct.                                            | Nov.                                            | Dic.                                            | Anual                                           |
| --------------------------------------------------- | ----------------------------------------------- | ----------------------------------------------- | ----------------------------------------------- | ----------------------------------------------- | ----------------------------------------------- | ----------------------------------------------- | ----------------------------------------------- | ----------------------------------------------- | ----------------------------------------------- | ----------------------------------------------- | ----------------------------------------------- | ----------------------------------------------- | ----------------------------------------------- |
| Temp. máx. media (°C)                               | 12.5                                            | 12.2                                            | 12.2                                            | 12.5                                            | 11.8                                            | 11.3                                            | 11.3                                            | 12.2                                            | 12.8                                            | 14                                              | 14                                              | 13.1                                            | 12.5                                            |
| Temp. media (°C)                                    | 5.5                                             | 5.7                                             | 5.5                                             | 4.7                                             | 3                                               | 1.3                                             | 1                                               | 1.3                                             | 3.1                                             | 3.8                                             | 4.4                                             | 5.2                                             | 3.7                                             |
| Temp. mín. media (°C)                               | -1.4                                            | -0.7                                            | -1.2                                            | -3.1                                            | -5.7                                            | -8.6                                            | -9.3                                            | -9.5                                            | -6.6                                            | -6.4                                            | -5.1                                            | -2.6                                            | -5                                              |
| Días de lluvias (≥ 1 mm)                            | 93                                              | 95                                              | 91                                              | 17                                              | 2                                               | 0                                               | 1                                               | 4                                               | 7                                               | 10                                              | 17                                              | 42                                              | 379                                             |
| Fuente: climate-data.org - 11 de septiembre de 2018 |                                                 |                                                 |                                                 |                                                 |                                                 |                                                 |                                                 |                                                 |                                                 |                                                 |                                                 |                                                 |                                                 |

### Transporte
Salinas Huito es accesible por vía terrestre(carretera no asfaltada), la ruta inicia en el paradero de Israel - Paucarpata en Arequipa, la ruta pasa por Chiguata, vías serpenteantes, el Tunel-Mirador y la laguna Salinas.
La duración del viaje es de "2 horas y media" en promedio, teniendo en cuenta la tránsito de camiones pesados y el estado de la carretera.
Las Empresas de transporte con el permiso de la Municipalidad Distrital de San Juan de Tarucani y el MTC son:
| Empresa            | Paradero                    | Referencia                         |
| ------------------ | --------------------------- | ---------------------------------- |
| Transportes Apaza  | Baños de Jesús - Paucarpata | Al Costado del Grifo Chambilla     |
| Transportes Ticona | PP.JJ. Israel               | Al Costado del "Monumento al Inca" |

## Deportes

### Fútbol
Tanto en todo el país con en la mayor parte del mundo, el fútbol es uno de los deportes con mayor arraigo en Salinas Huito, siendo practicado por casi la totalidad de la población se ha creado un fuerte apego hacia los dos equipos de la comunidad.
| Club Defensor Melgar             | Club Sporting Cristal de Salinas |
| -------------------------------- | -------------------------------- |
|                                  |                                  |
| Estadio Comunal de Salinas Huito | Estadio Comunal de Salinas Huito |